# Triticale
Triticale eller rughvede (× Triticosecale) er en kornsort som er frembragt som en krydsning mellem hvede (Triticum) og rug (Secale). Navnet triticale er dannet som en kombination af de to slægtsnavne Triticum og Secale. Triticale blev først avlet i laboratorier i slutning af 1800-tallet i Skotland og Tyskland. I 1930'erne blev avlsarbejdet intensiveret i blandt andet Sverige, Polen og Rusland. Hybriderne er polyploide. De første triticaler var oktoploide, det vil sige med 8 sæt kromosomer. Der skete et gennembrud i 1950'erne med fremkomsten af heksaploid triticale med 6 sæt kromosomer som stammer fra krydsning af tetraploid (4 sæt kromosomer) hvede og diploid (2 sæt kromosomer) rug, hvor hveden er moderplanten og rugen er faderplanten. De fleste triticaler er baseret på enten almindelig hvede (Triticum aestivum) eller durumhvede (Triticum durum og almindelig rug (Secale cereale). Triticale ligner, afhængigt af sorten, enten hvede eller rug.
Triticale er lavet for at kombinere rugens bedre evne til at tåle frost med hvedens højere udbytte og stærkere strå.

## Produktion
| Land         | tons      |
| ------------ | --------- |
| Polen        | 5.440.270 |
| Tyskland     | 1.929.700 |
| Frankrig     | 1.613.730 |
| Hviderusland | 1.192.879 |
| Spanien      | 634.890   |
| Kina         | 386.071   |
| Tyrkiet      | 320.000   |
| Rusland      | 306.875   |
| Østrig       | 292.870   |
| Litauen      | 204.560   |
| Rumænien     | 1924.10   |
| Ungarn       | 186.480   |
| Sverige      | 162.500   |
| Brasilien    | 127.737   |
| Australien   | 117.200   |
| ...          | ...       |
| Danmark      | 33.410    |

Produktionen af triticale steg på verdensplan fra omkring 150.000 tons om året i midten af 1980'erne til næsten 11 millioner tons i 2002 hvor der blev dyrket triticale på knap 3 millioner hektar. Til sammenligning var produktionen af durra, havre, hirse og rug henholdsvis 54, 25, 23 og 21 millioner tons i 2002.
Produktionen i verden var i 2022 steget til 14,2 millioner tons og det dyrkede areal med triticale til 3,6 millioner hektar. Polen var langt den største producent med 38 % af verdensproduktionen.
I Danmark dyrkede 2.808 landbrugsbedrifter i 2006 triticale på sammenlagt 32.869 hektar. Det var faldet til 283 bedrifter og 4.334 hektar i 2023. Triticale dyrkes i Danmark som vintersæd.

## Anvendelse
Størstedelen af produktionen bruges til dyrefoder, men det sælges også til menneskeføde og findes i nogle morgensmadsprodukter.
Mel af triticale har omtrent samme bageegenskaber som rugmel og kan erstatte dette ved bagning af rugbrødslignende brød og sigtebrød, men er mindre velegnet til at erstatte hvedemel i hvedebrød. Det er her bedst til bestemte brødtyper som bl.a. fladbrød og brød med en tæt krumme. Triticalemel er også mindre velegnet end hvedemel til at lave nudler. Det egner sig fint til maltning og brygning. Den kommercielle anvendelse af triticale som fødevare til mennesker er trods anvendelsesmulighederne lille.